# Disco 2 (Cmqmartina)
Disco 2 è il secondo album in studio della cantautrice italiana Cmqmartina, pubblicato da Sony Music il 4 giugno 2021.

## Tracce
1. Matta vera – 2:46
2. Pensieri sbagliati – 2:55
3. Fermiamo il tempo – 3:03
4. Se mi pieghi non mi spezzi – 2:49
5. Soli per sempre – 2:56
6. Sbattimi – 2:48
7. Povero cuore – 3:22
8. Outro x te – 4:22

Durata totale: 25:01